# Liste der Monuments historiques in Vacherauville
Die Liste der Monuments historiques in Vacherauville führt die Monuments historiques in der französischen Gemeinde Vacherauville auf.

## Liste der Objekte
| Bezeichnung                                                      | Beschreibung                  | Standort                       | Kennzeichnung | Schutzstatus | Datum | Bild |
| ---------------------------------------------------------------- | ----------------------------- | ------------------------------ | ------------- | ------------ | ----- | ---- |
| Relief Verteidigung des Bois des Caures durch den Colonel Driant | Gips, 1917 von Alphonse Corio | in der Kirche St-Martin (Lage) | PM55002602    | Inscrit      | 2005  |      |